# Via Benuccio da Orvieto
Via Benuccio da Orvieto è una via di Firenze situata nella periferia orientale della città, nel sobborgo di Varlungo.
Prende il nome dal poeta Benuccio da Orvieto.

## Storia e descrizione

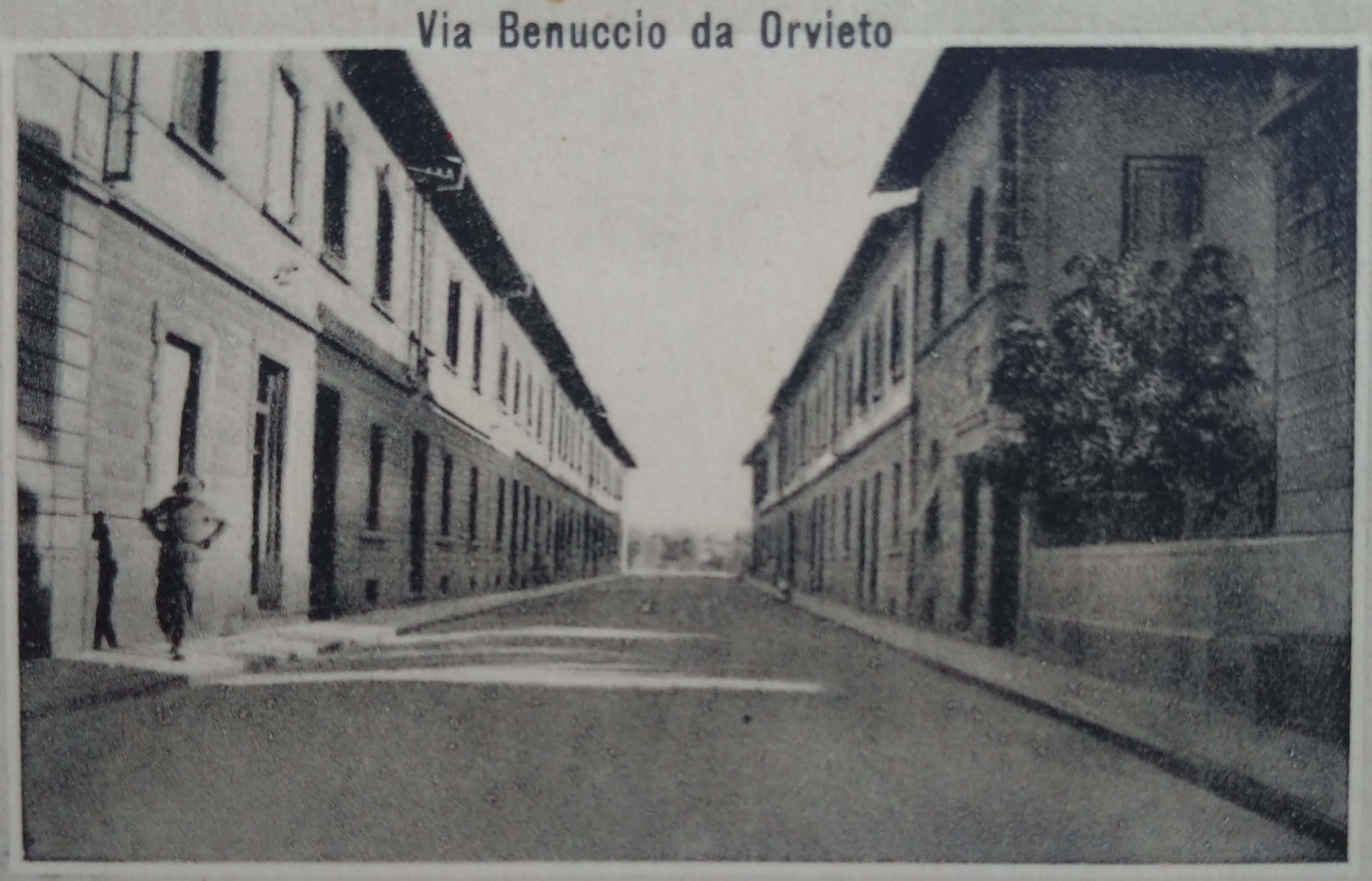
Via Benuccio da Orvieto in una cartolina d'epoca (dettaglio).

Nel 1915 fu redatto un Piano regolatore della città di Firenze, ad opera dell’ingegnere comunale Giovanni Bellincioni, ma fu attuato, a causa della Prima Guerra Mondiale, solo a partire dal 1924. È infatti in tale data che il Piano Regolatore Generale venne approvato e reso operante con Regio Decreto del 13 gennaio 1924, n. 170.
Per l’area orientale di Firenze, sostanzialmente, il piano prevedeva, oltre ad ampliamenti e rettificazioni stradali, la creazione di quartieri residenziali tendenti a saturare l’area pianeggiante fino alle zone pedecollinari che porterà progressivamente alla saldatura del borgo di Varlungo a quello di Rovezzano già da tempo passati dal Comune di Rovezzano a quello di Firenze. In particolare anche le aree libere del borgo di Varlungo iniziarono ad essere edificate e venne aperta la nuova strada dedicata a Benuccio da Orvieto. Quest’ultima originariamente iniziava dalla sponda dell'Arno fino a raggiungere l'antica direttrice cittadina che ne usciva verso est, Via Aretina, e si estendeva per quasi 300 metri lineari.
A tale periodo, nel pieno della grande espansione verso Est di Firenze iniziata durante il Ventennio fascista, risale la costruzione delle caratteristiche case multicolore avvenuta intorno alla metà degli anni Trenta del Novecento. Si tratta della tipologia a schiera, con edifici distinti a due piani (i cosiddetti “villini” o “trenini”), con cui verrà interamente edificato, su entrambi i fronti, il tratto di Via Benuccio da Orvieto compreso tra la Via Aretina e Via di Varlungo, mentre la restante parte fino al Fiume Arno è rimasta (fino ad oggi) libera da altri edifici residenziali con l’eccezione dei villini prospicienti il fiume. Le case di Via Benuccio da Orvieto, essendo tra le prime costruite, per distinguerle dalle più antiche costruzioni, come ad esempio quelle facenti parte del complesso della Funga, per un periodo vennero indicate con l’appellativo di “case nuove”; almeno fino a quando il boom edilizio iniziato nel dopoguerra non saturò le restanti aree libere della zona.
Con l’apertura negli anni Settanta del prolungamento dei lungarni, i.e. Via Enrico de Nicola, la prima parte di Via Benuccio da Orvieto fu dedicata a Piero Gobetti mantenendone l'originaria numerazione, mentre la parte rimanente conservò il nome originale di Via Benuccio da Orvieto. Quest'ultima inizia quindi attualmente da un tratto intermedio dell'antica Via di Varlungo e risulta ridotta ad oggi a circa 110 metri di lunghezza. Traccia di tale vicenda è rimasta nella numerazione dell'attuale Via Benuccio da Orvieto che curiosamente inizia infatti dai numeri 21 e 22.

## Altre immagini

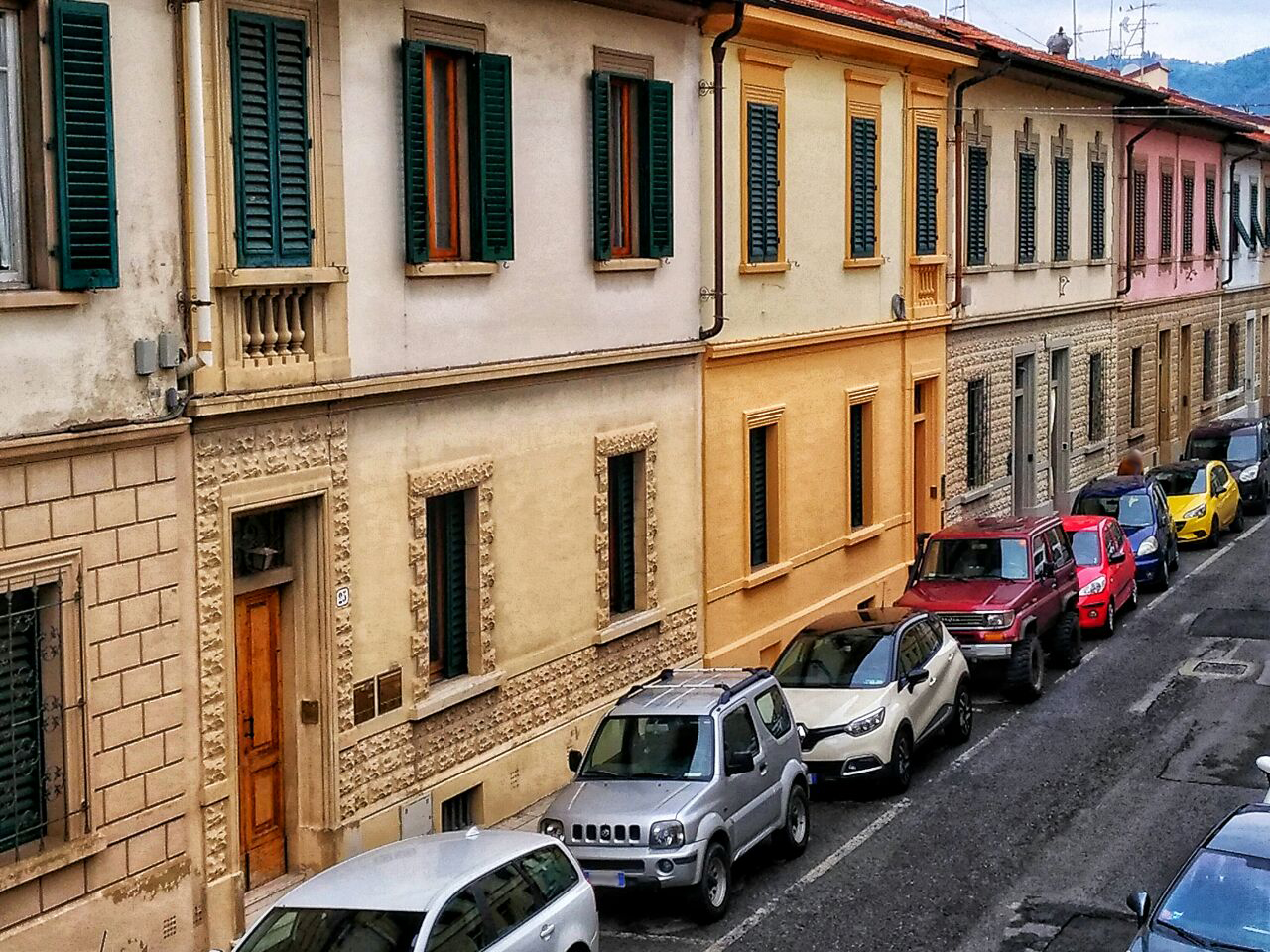
Particolare di Via Benuccio da Orvieto con le sue case multicolore.
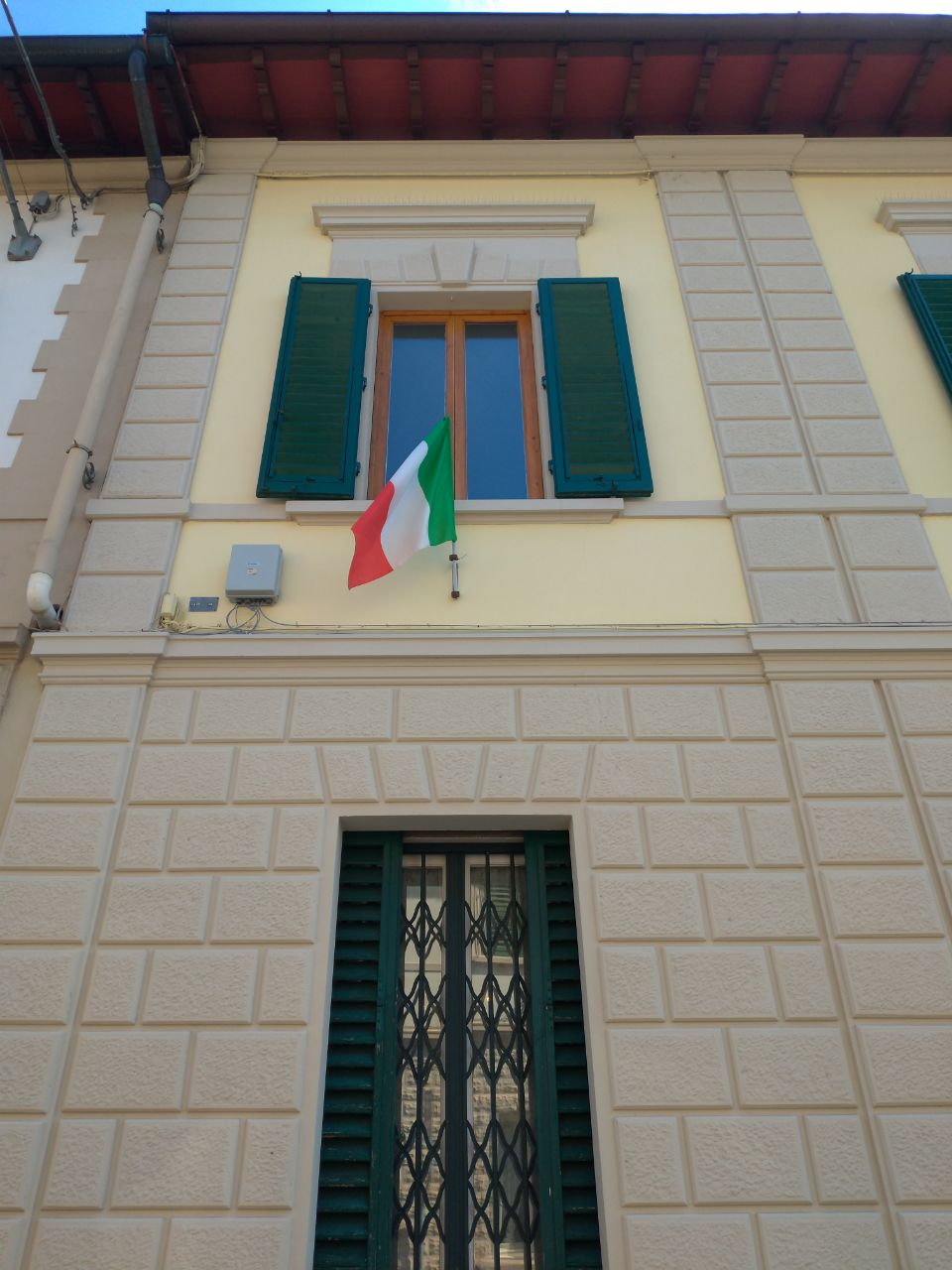
Il tipico portabandiera originale presente sugli edifici di Via Benuccio da Orvieto.
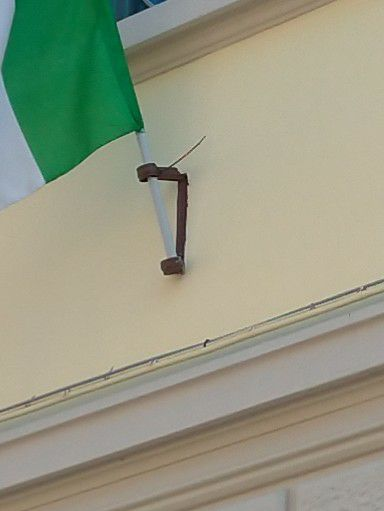
Via Benuccio da Orvieto. Portabandiera.
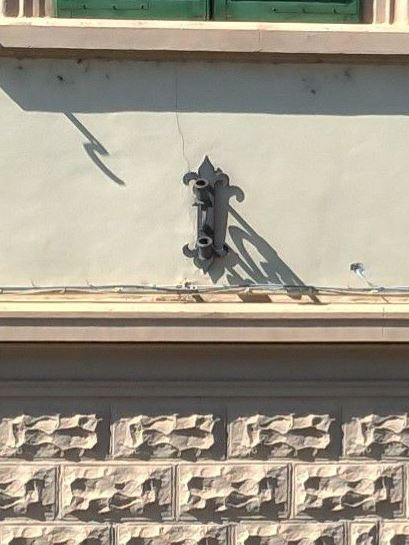
Via Benuccio da Orvieto. Portabandiera.
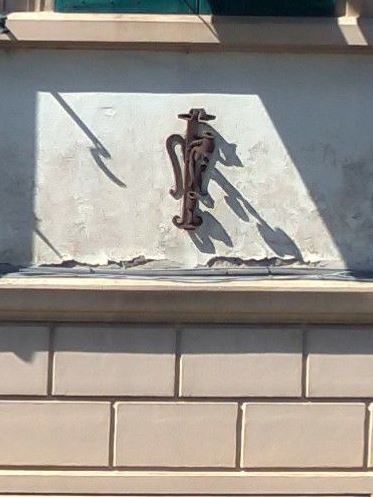
Via Benuccio da Orvieto. Portabandiera.
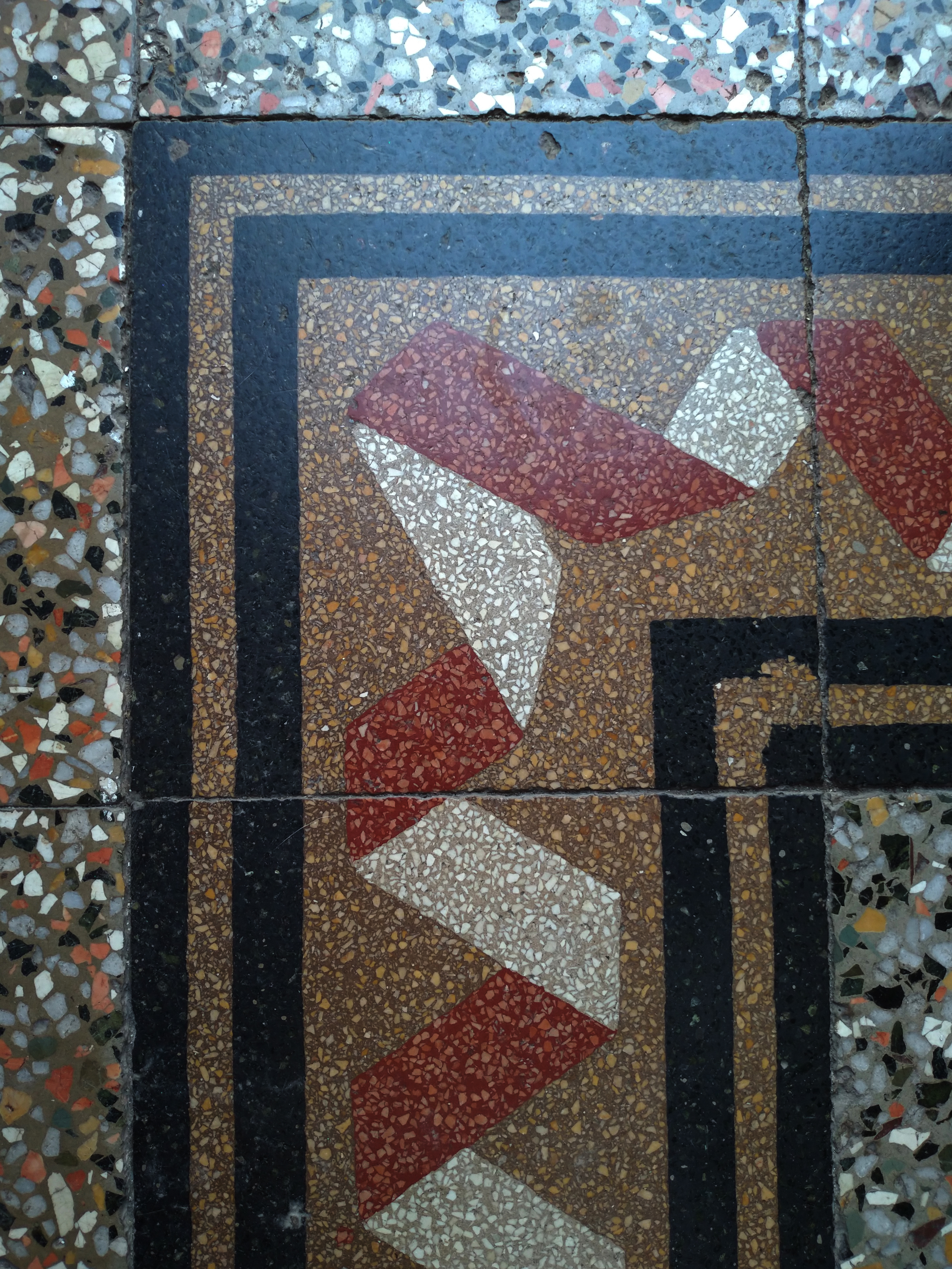
Via Benuccio da Orvieto. Dettaglio della pavimentazione originale di un ingresso comune.